# Seröse Höhle
Als seröse Höhlen bezeichnet man Spalträume innerhalb des Körpers, die von der Tunica serosa ausgekleidet und damit gegeneinander verschieblich sind. Der Sinn besteht darin, dass damit eine gewisse Beweglichkeit und Verschiebbarkeit für die Eingeweide vorhanden ist. Sie bestehen aus zwei Anteilen: Einem inneren, also dem Organ anliegenden (viszeralen) Blatt und dem nach außen gerichteten (parietalen) Blatt. Die Umschlagstelle, an der die beiden Blätter ineinander übergehen, wird als Mesenterium, Meso oder Radix (Wurzel) bezeichnet.
Seröse Höhlen sind:
- Pleurahöhle (Cavitas pleuralis)
- Herzbeutelhöhle (Cavitas pericardialis)
- Bauchfellhöhle (Peritonealraum, Cavitas peritonealis), davon ausgehend beidseits die Skrotalhöhle (Cavitas scroti)

Die serösen Höhlen entwickeln sich aus der sekundären Leibeshöhle (Coelom).

## Pathologische Vorgänge in serösen Höhlen
Um die Beweglichkeit und Verschiebbarkeit der Eingeweide in den serösen Höhlen zu gewährleisten, befindet sich stets ein Flüssigkeitsfilm auf der Oberfläche der serösen Höhlen. Dieser Flüssigkeitsfilm wird nicht durch Drüsen gebildet, sondern entsteht durch Austreten von Flüssigkeit aus den Gefäßen der Tunica serosa, so dass die Flüssigkeit dem Blutserum ähnelt.
Tritt mehr Flüssigkeit aus den Gefäßen aus, als resorbiert werden kann, bildet sich ein Erguss. Dies kann bei Entzündungsreaktionen der Tunica serosa oder bei Stauung des venösen Abflusses geschehen. Ein weiterer Auslöser für eine Ansammlung von Flüssigkeit in serösen Höhlen ist mangelnde Eiweißkonzentration im Blutplasma, so dass der osmotische Druck im Blut die Flüssigkeit nicht mehr im ausreichenden Maße resorbiert. So lässt sich der geschwollene Bauch von Kindern mit starker Mangelernährung und damit auch Eiweißmangel erklären. Besonders ein Erguss in der Herzbeutelhöhle kann lebensbedrohlich sein, weil die Pumpleistung des Herzens eingeschränkt wird (Herzbeuteltamponade). Behandelt werden die Ergüsse durch Punktion und Absaugung der Flüssigkeit und Behandlung der Ursachen.